# Macromolecular Chemistry and Physics
Macromolecular Chemistry and Physics (nach ISO 4 abgekürzt Macromol. Chem. Phys.) ist eine Peer-Review-Polymerchemie-Fachzeitschrift, die vierzehntäglich auf Englisch erscheint. Es werden sogenannte Full Papers, Talents, Trends und Highlight-Artikel aus allen Bereichen der Polymerchemie, von Chemie bis zu Physikalischer Chemie, Physik und Materialwissenschaften veröffentlicht.

## Geschichte
Macromolecular Chemistry and Physics wurde im Jahre 1947 als Die Makromolekulare Chemie/Macromolecular Chemistry von Hermann Staudinger gegründet und wurde 1994 in den jetzigen Titel umbenannt. Der Impact Factor lag im Jahr 2019 bei 2,335. Nach der Statistik des ISI Web of Knowledge wurde das Journal 2012 in der Kategorie Polymerwissenschaft an 19. Stelle von 83 Zeitschriften geführt.
Die Redaktion befindet sich in Weinheim an der Bergstraße, in der Nähe von Heidelberg in Deutschland.